# Sibila

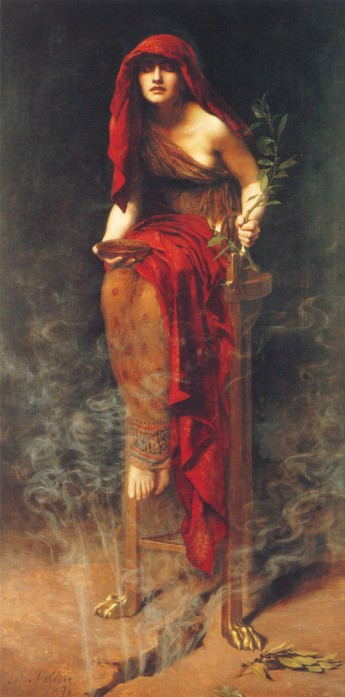
Sacerdotisa de Delfos (1891) de John Collier

Sibilas (em grego clássico: Σῐ́βυλλαι; romaniz.: Síbyllai; em latim: Sibyllae), na Antiguidade, eram mulheres oraculares. Pensa-se que o nome foi formado por Διος e βουλή, significando conselho de Zeus. A primeira Sibila, da qual o nome das demais derivou, segundo a mitologia grega, era filha de Dardano e Neso. Alguns autores citam quatro delas (Eritreia, Sâmia, Egípcia e Sárdia), mas comumente se acredita que eram 10: Babilônia, Líbia, Délfica (uma mais velha, filha de Zeus e Lâmia, e uma mais jovem), Ciméria, Eritreia (uma mais velha e outra mais jovem, chamada Herófila), Sâmia, Cumana (às vezes identificada com a Eritreia), a Helespôntica ou Troiana, Frígia e Tiburtina.
A mais célebre delas é a Cumana, citada sob os nomes de Herófila, Demo, Femonoé, Deífoba, Demófila e Amalteia. Foi consultada por Eneias antes dele descer ao mundo inferior e dizem que foi à Itália pelo Oriente, onde apareceu diante do rei Tarquínio, oferecendo-lhe os Livros Sibilinos. Pausânias também menciona uma Sibila Hebraica com o nome de Sabe, filha de Beroso e Erimante.

## Associação com a tradição cristã

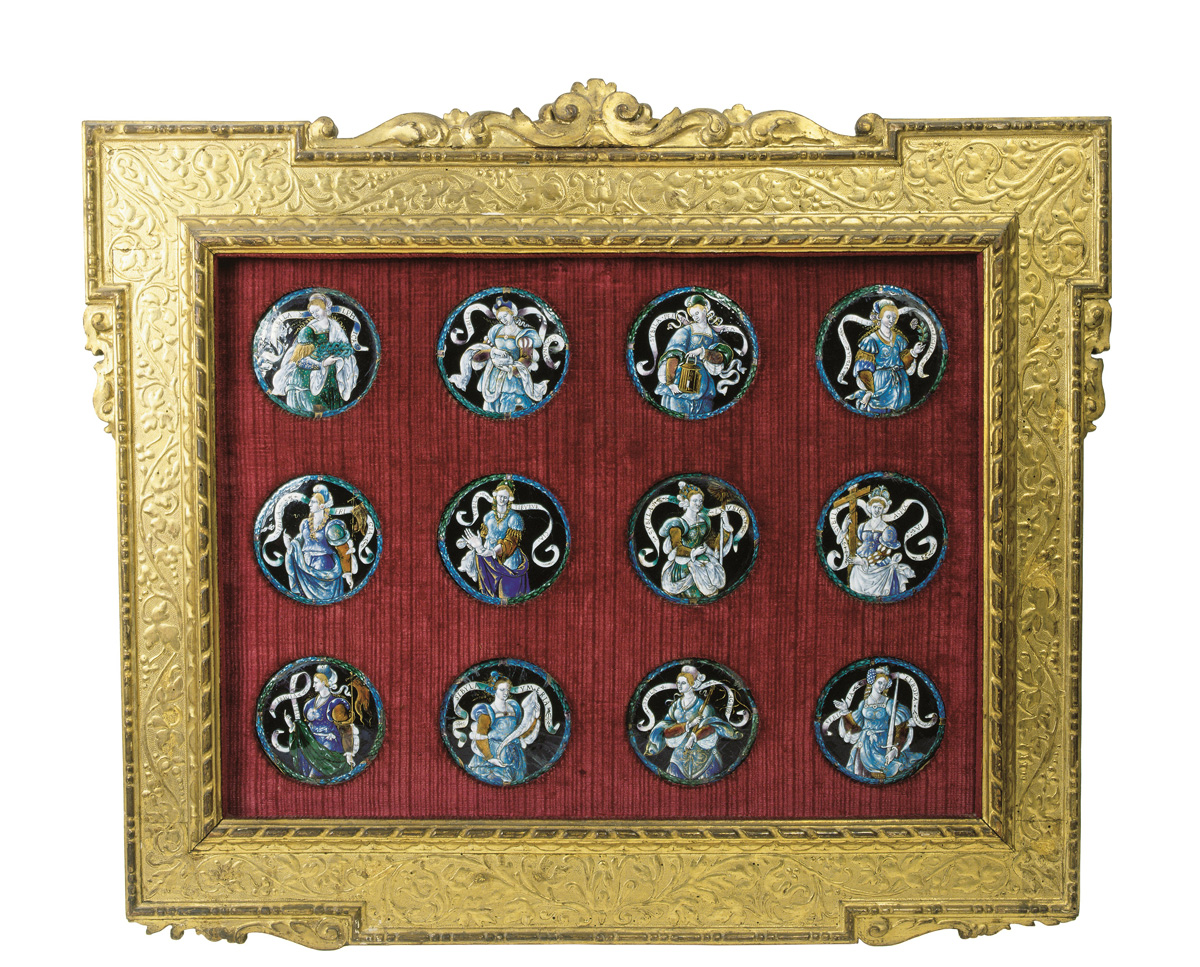
Doze sibilas (primeira metade do séc. XVI), de Leonard Limousin. Casa Museu Eva Klabin.

Há uma tradição iconográfica em que as sibilas podem ser associadas aos eventos da vida de Jesus. Na Casa Museu Eva Klabin é possível encontrar a obra Doze sibilas, de Leonard Limousin (1505-1577), que traz doze plaquetas das profetizas como anunciadoras de momentos da história de Cristo. 
Cada uma delas possui nome de uma região, como Sybila Europa, ou de uma cidade, como Sybila Cumana, da cidade de Cumas.